# Quirino Russo
Quirino Russo (Mariglianella, 6 marzo 1921 – 20 dicembre 1986) è stato un politico e avvocato italiano.